# 托里哈
托里哈，是西班牙卡斯蒂利亚-拉曼恰瓜达拉哈拉省的一个市镇。总面积35平方公里，总人口476人（2001年），人口密度14人/平方公里。